# Tzadik Records
Tzadik Records is een platenlabel uit New York, gespecialiseerd in avant-garde en experimentele muziek. Het label werd opgericht door componist en saxofonist John Zorn in 1995. Zorn is de uitvoerend producent van alle Tzadik uitgaven. Tzadik is een non-profit, coöperatief platenlabel.
Tzadik heeft meer dan 400 albums uitgegeven, van een grote diversiteit aan artiesten met verschillende muzikale achtergronden, waaronder vrije improvisatie, jazz, noise, klezmer, rock en experimentele compositie. 
In de catalogus van het label vindt men uitgaven van Zorn zelf en zijn veelzijdige "songbook" groep Masada; zanger Mike Patton; gitaristen Otomo Yoshihide, Fred Frith, Buckethead; noise icoon Merzbow; componisten Jacques Demierre en Lukas Ligeti; de experimentele groepen Kayo Dot, Time of Orchids en Rashanim, microtonalisten Syzygys; drummer Tatsuya Yoshida en zijn bands Ruins en Korekyojinn; saxofonist Marty Ehrlich; de electroakoestische componiste Ikue Mori en vele anderen.